# Alfa Romeo Giulia TZ
Alfa Romeo Giulia TZ (также известная как Alfa Romeo TZ или Tubolare Zagato) — маленький спортивный автомобиль, производимый Alfa Romeo в 1963—1967 годах. Данная модель заменила Giulietta SZ.

## TZ

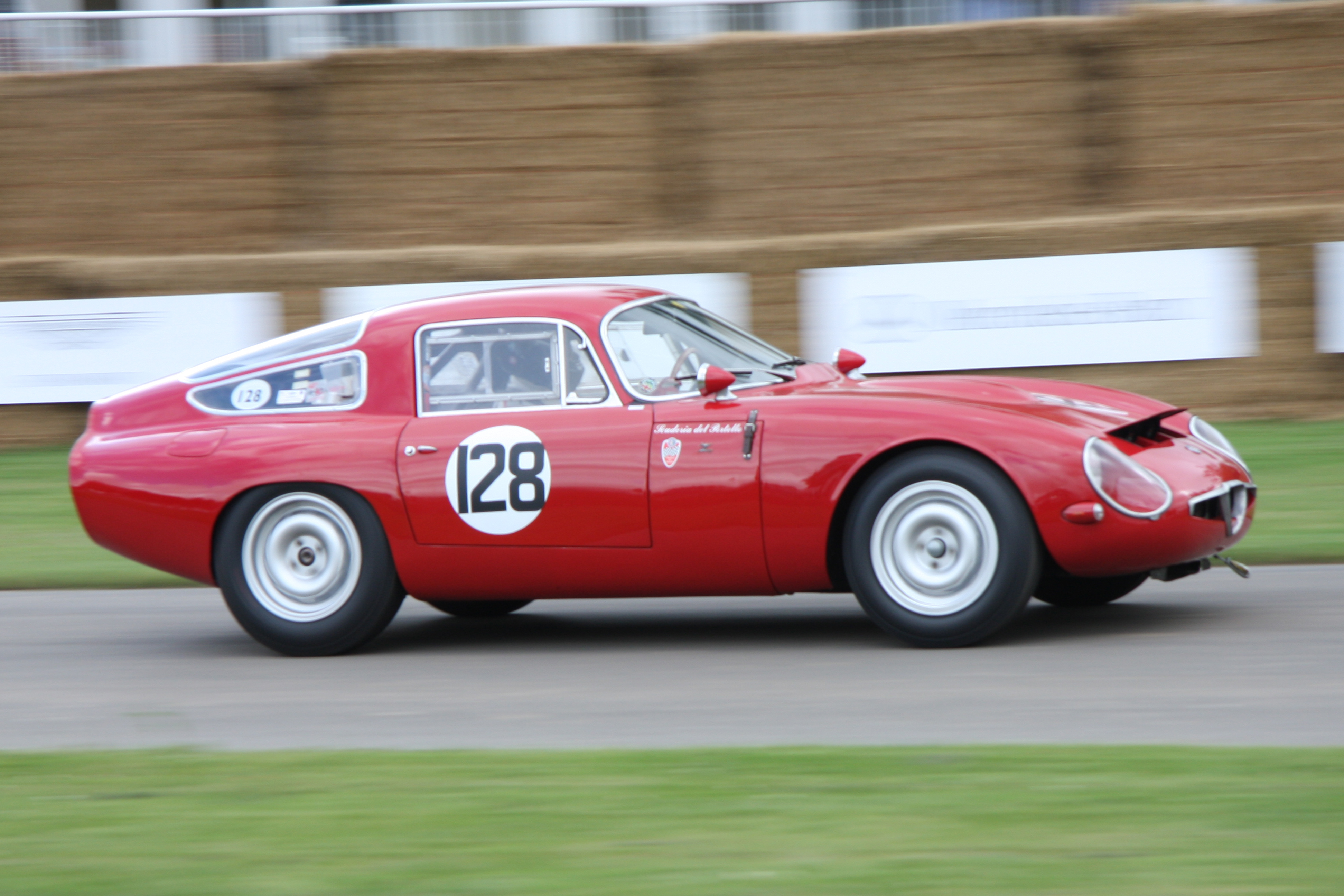
Alfa Romeo Giulia TZ на Goodwood Festival of Speed в 2008 году.

Оригинальная модель TZ, именуемая иногда как TZ1, отличается от последующей TZ2, несмотря на то, что обе модели были разработаны придворным ателье Autodelta, под руководством бывшего инженера Феррари Карло Кити. Автомобиль оснащался двигателем Twin Cam объёмом 1,570 см³. А также оснащалась другими механическими компонентами, перешедших от Alfa Romeo Giulia, носившей номер серии шасси — 105. Модель TZ — это попытка создать спортивный гоночный автомобиль с трубносплавным шасси и легким алюминиевым кузовом, дисковыми тормозами и независимой подвеской. В итоге легковесное купе весило всего лишь 650 кг (1,400 фунтов) и развивала максимальную скорость в 216 км/ч (134 миль/ч). TZ имела версию для обычного пользования и версию для гоночных соревнований. Причём последняя гоночная версия выдавала 160 л.с. (120 кВт). Двигатель от компании с двумя свечами на цилиндр "Twin Spark", который также использовался на GTA, был доработан под скорость на TZ. Стандартная Alfa Romeo Giulia имела легкосплавный блок из решётчатой стали, который был установлен под углом для улучшенного воздушного потока.
Автомобиль дебютировал на FISA за Кубок Монцы, где модели TZ заняли первые четыре места в категории «прототип». В начале 1964 года TZ была допущена до категории Гран Туризмо. После допуска в категорию, модель выиграла много классовых событий в Европе и Северной Америке. Начиная с первой TZ, было собрано 112 автомобилей в период с 1963 по 1965 годы. Построенное в своё время ограниченное количество автомобилей TZ, сейчас считаются коллекционными, и цена на них колеблется в районе 150,000 — 200,000 долларов США.
- 1,570 см³ Четырёхцилиндровый двигатель DOHC мощностью 112 л.с. (82 кВт) при 6500 об/мин — дорожная версия, 160 л.с. (118 кВт) — гоночная версия.

## TZ2

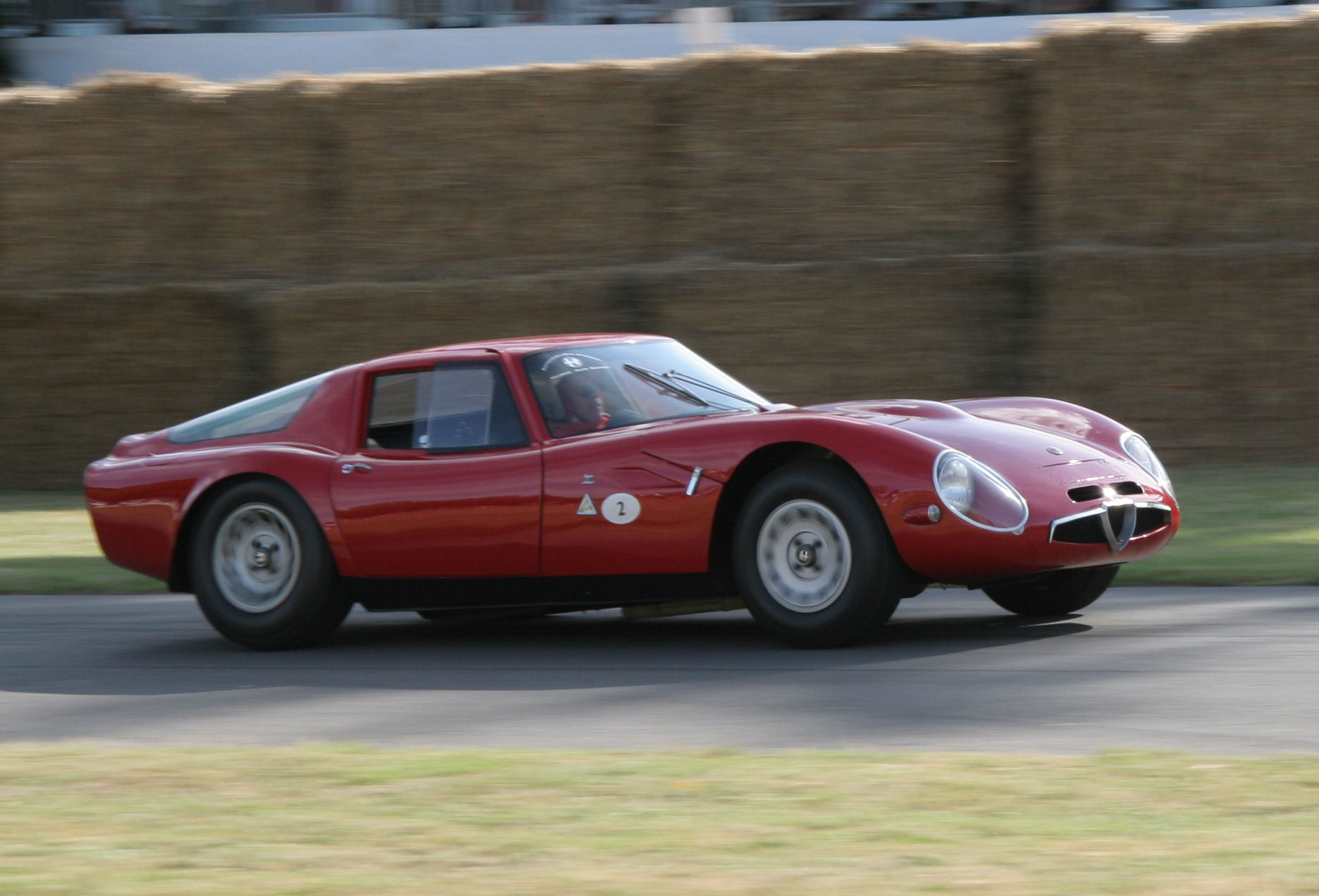
TZ2 на Goodwood Festival of Speed 2006 года.

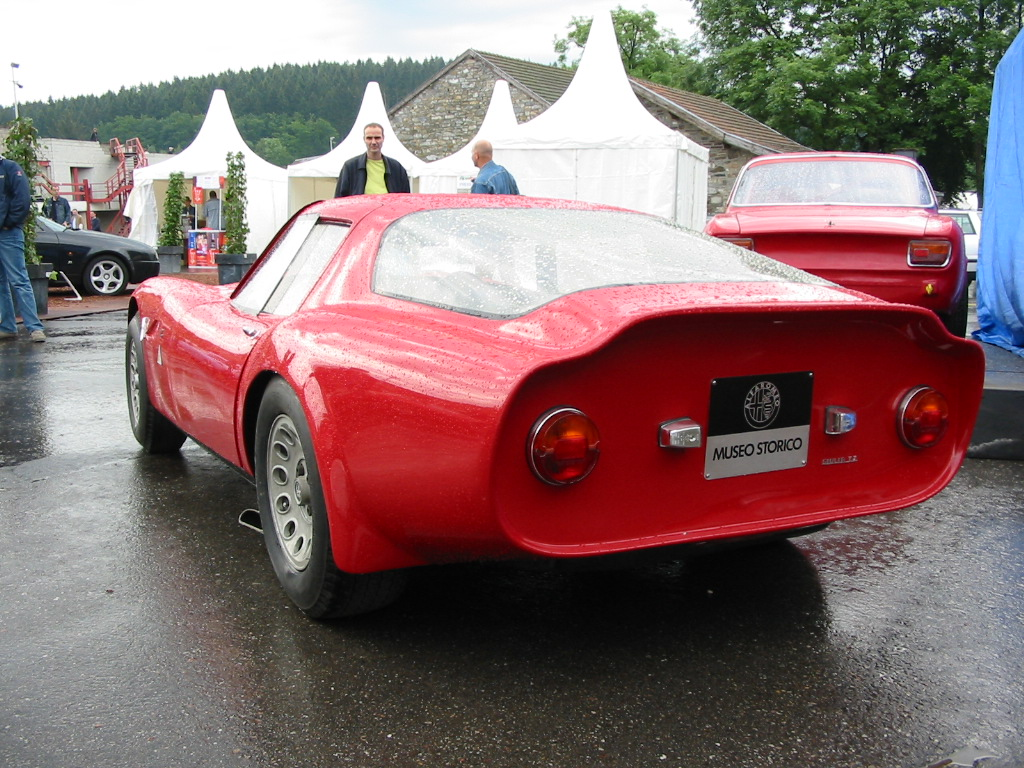
Вид сзади на TZ2

В 1965 году автомобиль был обновлен новым кузовом из стекловолокна, обеспечивающий снижение сопротивления и снижение веса (620 кг). Данная новая версия была также разработана Zagato. Новый дизайн был назван Alfa Romeo Giulia TZ2. TZ2 была построена только для гонок, подготовленная Autodelta, с установленными сдвоенным зажиганием, сухой смазкой картера. В итоге двигатель стал производить около 170 л.с. (130 кВт). С этим двигателем автомобиль достигал максимальной скорости в 152 мили/час (245 км/ч). Заднее стекло было также изменено, теперь стекло было цельным, а не состояло из трёх частей как на TZ. Модернизация моделей TZ остановилась в 1965 году, в результате организации новой гоночной программы GTA. Было построено всего лишь 12 экземпляров TZ2..
- 1,570 см³ Четырёхцилиндровый двигатель DOHC (с двумя свечами на цилиндр — в общей сумме 8 свечей) мощностью 170 л.с. (125 кВт) при 7000 об/мин.

### Награды
Автомобиль выиграл престижный трофей в классе Гран Туризмо на конкурсе Pebble Beach Concours d'Elegance в 2009 году. В результате автомобиль был создан в компьютерной игре Gran Turismo 5.

## TZ3

### Zagato TZ3 Corsa

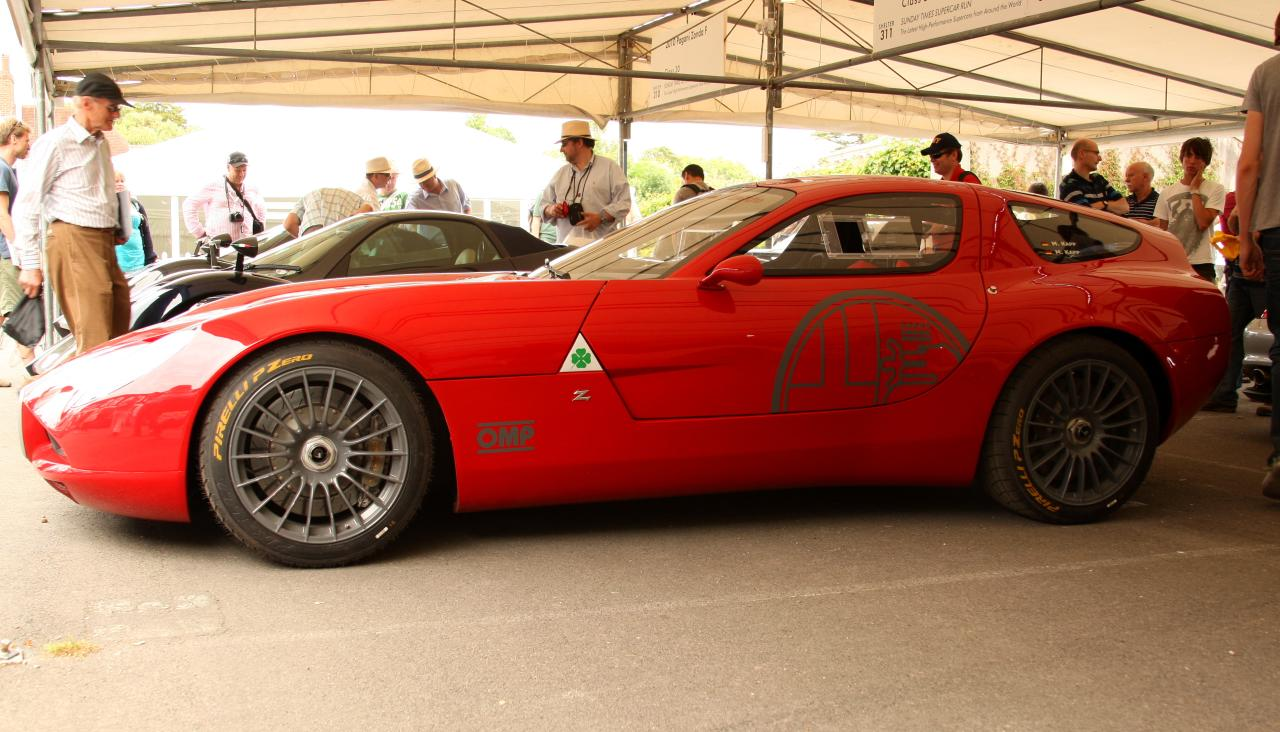
Alfa Romeo TZ3

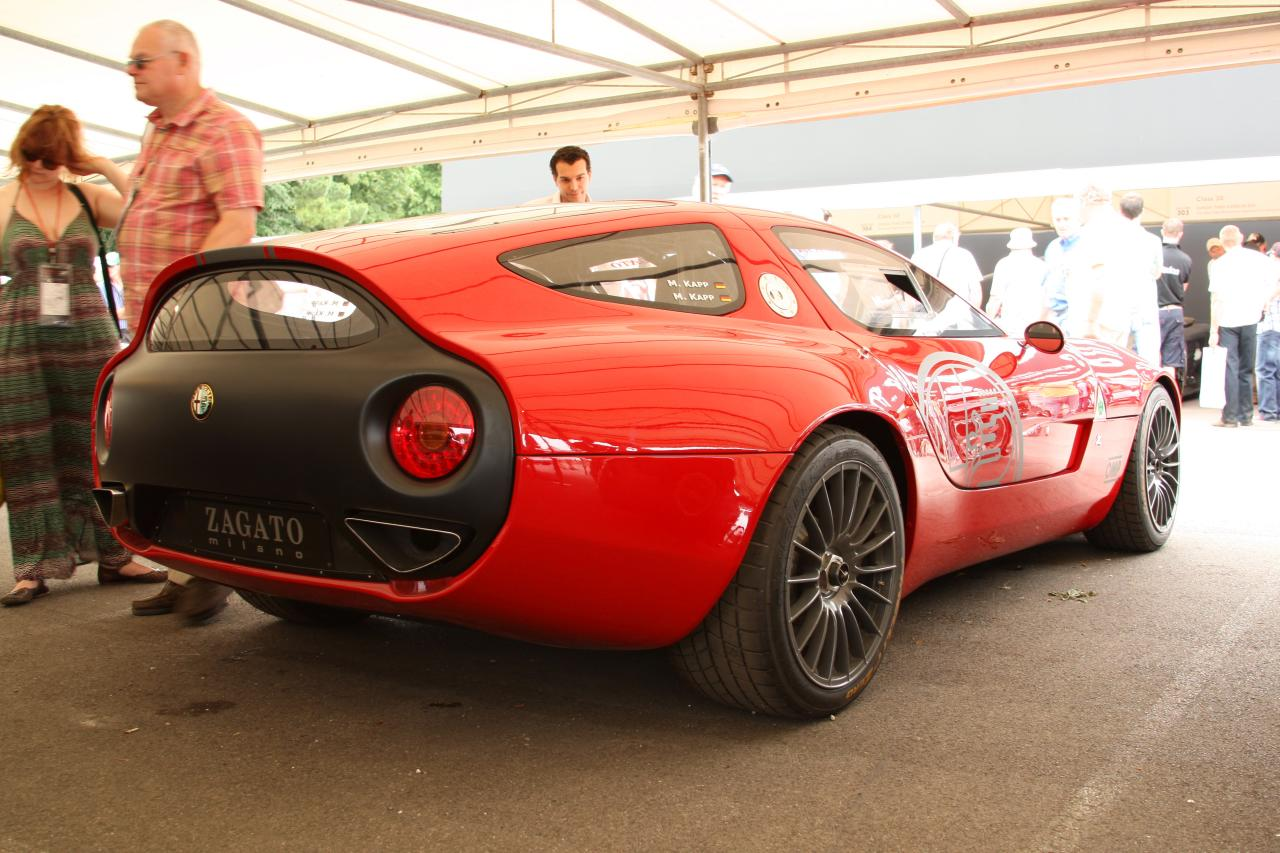
Alfa Romeo TZ3. Вид сзади.

В честь 100-летия марки Alfa Romeo, Zagato разработал особый автомобиль в единичном экземпляре, который был впервые представлен в 2010 году и победивший в конкурсе красоты 2010 года (Concorso d’Eleganza Villa d’Este) в Италии.
Этот автомобиль построен на базе 8C Competizione. Модель была сделана для немецкого коллекционера Мартина Каппа, и не была выпущена для продажи или для соревнований.
Автомобиль весит 850 кг благодаря углекарбоновому волокну и алюминиевому каркасу. На автомобиль устанавливался V8 4,7 л. двигатель с сухим картером, выдающим 420 л.с. (313 кВт). Модель имела 6-ступенчатую коробку передач роботизированного типа, и выдавала максимальную скорость более 300 км/ч (186 миль/ч). Разгон с 0 до 100 км/ч (62 миль/ч) составлял 3,5 секунды.

### Zagato TZ3 Stradale
28 апреля 2011 года была представлена публике модель TZ3 Stradale, являвшееся дорожной версией TZ3 и основанной на базе Dodge Viper ACR-X. Модель оснащена двигателем V10 от Viper объёмом 8,4 л., выдающим 640 л.с. (477 кВт). Всего было выпущено только девять автомобилей. Дизайн TZ3 Stradale был разработан Норихикой Харадой (Norihiko Harada).